# Ingegerd Åkerlund
Ingegerd Åkerlund, född 1 februari 1946 i Esbo, är en finländsk skådespelare.

## Biografi
Åkerlund är tillsammans med maken Jarl Åkerlund (född 15 april 1941 i Esbo, död 31 mars 2022) verksam som skådespelare på Fallåker teater i Esbo. Paret är två av Finlands största entusiaster på amatörteaterfronten och har spelat teater i nära ett halvsekel. Deras teater i Fallåker föreningshus i Bemböle har skapat sig en unik position i Svenskfinland, med publiksiffror som kan jämföras med dem de största sommarteatrarna i Finland, Närpes, Raseborg och Lurens, kommer upp till.
Teatern har satsat på musikteater, komedier och farser. Ingegerd Åkerlund har haft huvudroller som Eliza i My Fair Lady (gick 80 gånger, 15 000 personer) och Sylva i Czardasfurstinnan (85 gånger). Rekordet slog med farsen Spanska flugan (uppförd 90 gånger, 18 000 åskådare). Rosvo Roope uruppfördes på svenska efter att  gruppen själv översatt både texter och sånger.